# Millennium Docs Against Gravity
Millennium Docs Against Gravity (wcześniej: Planete Doc Review) – największy festiwal filmów dokumentalnych w Polsce odbywający się corocznie w maju. W 2020 roku największy festiwal filmowy w historii Polski z widownią ponad 170 tysięcy osób. Jako jedyny festiwal filmowy w Europie odbywa się naraz w 7 miastach: Warszawie, Wrocławiu, Gdyni, Poznaniu, Katowicach, Lublinie i Bydgoszczy. Dodatkowo, w jeden z weekendów festiwalu, w ramach projektu „Weekend z Millennium Docs Against Gravity”, gości w ponad 20 miastach w całej Polsce.

## Profil i misja festiwalu
Festiwal ma profil dokumentalny. Hasło przewodnie festiwalu zmienia  się,  w 2021 roku brzmiało: Świat się budzi! Misja wydarzenia brzmi: Zobacz, czy rozumiesz świat i czy świat rozumie ciebie. . W programie  festiwalu znajdują się filmy odnoszące się do aktualnych problemów współczesnego świata - polityki, społeczeństwa, ekologii, mediów, technologii, psychologii, nauki, sportu, sztuki, architektury i mody.

## Historia

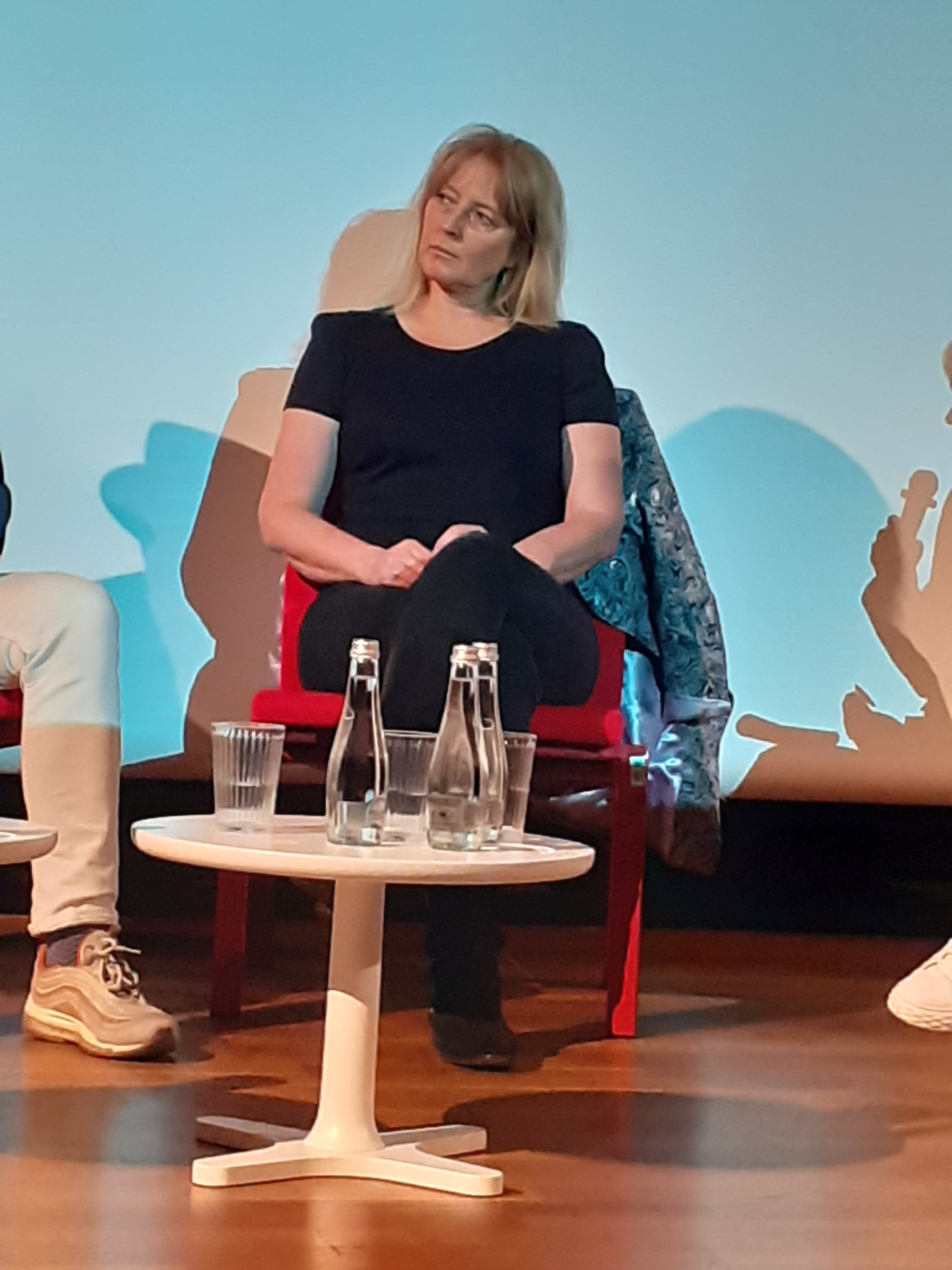
Hanna Polak w trakcie debaty "Kino dokumentalne nie jest obojętne" w ramach 20. edycji Millennium Docs Against Gravity w Warszawie.

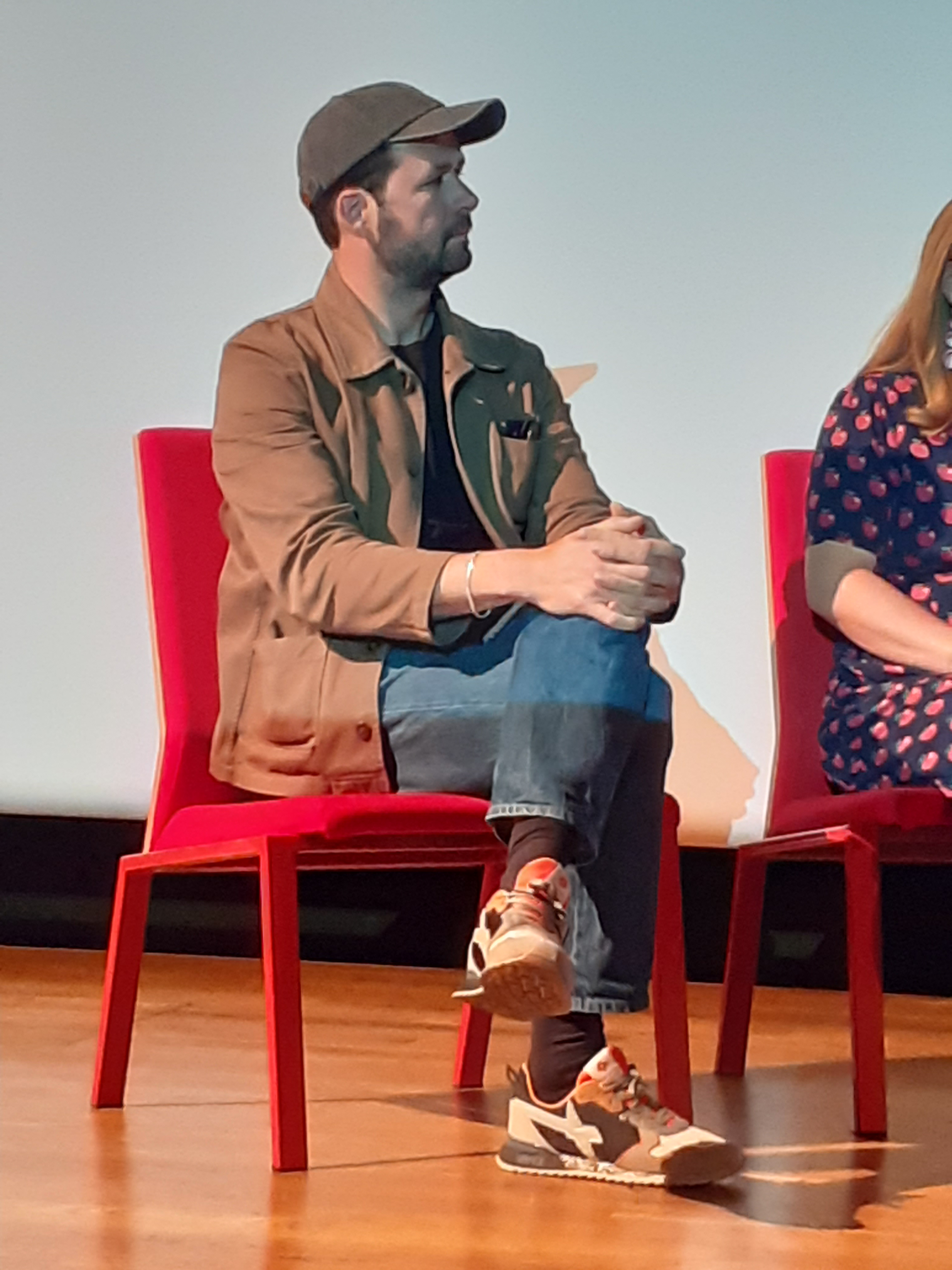
Jonas Poher Rasmussen w trakcie debaty "Kino dokumentalne nie jest obojętne" w ramach 20. edycji Millennium Docs Against Gravity w Warszawie.

Pierwsza edycja pod nazwą Warsaw Doc Review, o charakterze przeglądu, miała miejsce w 2004 roku. Od 2005 roku festiwal nosił nazwę Planete Doc Review, a od 2006 ma charakter konkursowy. W 2015 roku festiwal zmienił nazwę z Planete+ Doc Film Festival na Docs Against Gravity Film Festival. Od 2016 jego nazwa to Millennium Docs Against Gravity. Organizatorem festiwalu jest firma Against Gravity, a współorganizatorem Fundacja Okonakino. Mecenat od roku 2006 zapewnia Bank Millennium SA, którego nazwa stanowi człon oficjalnej nazwy festiwalu (patronat tytularny od 2016) i który jest fundatorem głównej nagrody festiwalu - Grand Prix Nagroda Banku Millennium.
Festiwal Millennium Docs Against Gravity odbywa się jednocześnie w 7 miastach: Warszawie, Wrocławiu, Gdyni, Lublinie, Bydgoszczy, Katowicach (od 2019 r.) i Poznaniu (od 2020 r.) 
W 2020 roku festiwal Millennium Docs Against Gravity w związku z obowiązującymi w Polsce ograniczeniami pandemii COVID-19 odbył się po raz pierwszy w formie hybrydowej. W programie 17. edycji zaprezentowano 160 filmów dokumentalnych (długo i krótkometrażowych). 149 z nich wyświetlono stacjonarnie w kinach w 7 miastach Polski. Kolejny etap 17. edycji festiwalu Millennium Docs Against Gravity został zorganizowany w formule online dzień po zakończeniu kinowej edycji gdyńskiej, tj. od 19 września do 4 października.  Na oficjalnej stronie festiwalu mdag.pl udostępniono widzom 111 filmów dokumentalnych. 
17. edycję festiwalu Millennium Docs Against Gravity wieńczył projekt „Podłącz się. Kino dokumentalne on-line”, dofinansowany ze środków Narodowego Centrum Kultury w ramach programu Kultura w sieci. W dniach 9-30 października widzowie mogli oglądać wybrane filmy online bezpłatnie z programu Festiwalu, także w wersji z audiodeskrypcją i napisami, oraz uczestniczyć w warsztatach i spotkaniach z ekspertami.
W 17. edycji Millennium Docs Against Gravity uczestniczyło ponad 170 700 odbiorców, co uczyniło festiwal największym festiwalem filmowym zorganizowanym w historii Polski. 
Od 9 do 16 grudnia 2020 roku festiwalowe filmy zostały pokazane także w Nowym Jorku. Millennium Docs Against Gravity zorganizowało pokazy wirtualnych salach kinowych Museum of Moving Image (MoMI) we współpracy z Polish Cultural Institute New York.
18 grudnia 2020 r. festiwal uruchomił autorski serwis VoD (VOD.MDAG.PL). Prezentowane są w nim filmy dokumentalne z poprzednich edycji wydarzenia oraz premierowe, a także filmy fabularne dystrybuowane przez Against Gravity oraz innych polskich dystrybutorów.
Dyrektorem i założycielem festiwalu jest Artur Liebhart. Od 2020 roku funkcję Dyrektora Artystycznego pełni Karol Piekarczyk.

## Frekwencja festiwalu
Festiwal Millennium Docs Against Gravity notuje rosnącą frekwencję na przestrzeni lat. W 2016 roku było to 45 200 uczestników, w 2017 - 48 500 uczestników, w 2018 - 65 000, a w 2019 - 91 400. W 2020 roku festiwal uzyskał blisko 84% wzrostu liczby widzów w stosunku do roku poprzedniego. Uczestniczyło w nim ponad 170 700 odbiorców.

## Nagrody i wyróżnienia
- 2008 - „Wdecha” „Gazety Wyborczej” dla „najciekawszego wydarzenia kulturalnego stolicy”[11].

- 2009 - Nagroda  Polskiego Instytutu Sztuki Filmowej jako „najważniejsze międzynarodowe wydarzenie filmowe” w Polsce [potrzebny przypis]
- 2012 - Nagroda Polskiego Instytutu Sztuki Filmowej dla najlepszego dystrybutora filmu zagranicznego w Polsce za film Raj: miłość Ulricha Seidla.
- 2013 - Nominacja do Nagrody PISF jako „najważniejsze międzynarodowe wydarzenie filmowe” w Polsce.[potrzebny przypis]
- 2014 - Nagroda Polskiego Instytutu Sztuki Filmowej dla najlepszego dystrybutora filmu zagranicznego w Polsce za dystrybucję filmu Lewiatan Andrieja Zwiagincewa. [potrzebny przypis]
- 2017 - Nagroda PISF za dystrybucję filmową Nawet nie wiesz, jak bardzo cię kocham Pawła Łozińskiego.[potrzebny przypis]
- 2019 - Nagroda PISF  za dystrybucję filmową Księcia i dybuka Elwiry Niewiery i Piotra Rosołowskiego. Film zwyciężył także w kategorii Najlepszy Plakat.[potrzebny przypis]
- 2019 - umieszczenie Millennium Docs Against Gravity na liście 25 Najbardziej Cool Festiwali Filmowych na Świecie według MovieMaker Magazine[12].

Założyciel i dyrektor festiwalu - Artur Liebhart otrzymał w 2013 roku Złoty Krzyż Zasługi z rąk Prezydenta RP.  W 2021 roku został nagrodzony Paszportem „Polityki” - przyznanym po raz pierwszy w specjalnej kategorii "Kultura Zdalna".  W uzasadnieniu przyznania Nagrody Kultura Zdalna: „Za błyskawiczne dostosowanie do nowych warunków festiwalu filmowego w trudnym sezonie. Za sukces potwierdzony nie tylko utrzymaniem, ale wręcz powiększeniem zasięgu imprezy, za stworzenie platformy cyfrowej dystrybucji filmów i świetnego przykładu dla innych. [...]".
Millennium Docs Against Gravity jest też członkiem Doc Alliance – wspólnej inicjatywy siedmiu kluczowych europejskich festiwali filmów dokumentalnych: Copenhagen International Documentary Festival (CPH:DOX), Dok Leipzig, Jihlava International Documentary Film Festival, Millennium Docs Against Gravity, Festival international de cinéma de Marseille, Visions du Réel i Doclisboa.

## Konkurs główny
Festiwal był pierwszym w Polsce, który wprowadził konkurs na najlepszy pełnometrażowy film dokumentalny - Grand Prix Nagroda Banku Millennium.
| Rok  | Tytuł filmu                          | Reżyseria                                             | Kraj                     | Przypis               |
| ---- | ------------------------------------ | ----------------------------------------------------- | ------------------------ | --------------------- |
| 2006 | Liczby i marzenia                    | Anna Maria Bucchetti                                  | Włochy                   | [ potrzebny przypis ] |
| 2007 | Klasztor, pan Vig i zakonnica        | Pernille Rose Grønkjær                                | Dania                    | [ potrzebny przypis ] |
| 2008 | W górę Jangcy                        | Yung Chang                                            | Kanada                   | [ potrzebny przypis ] |
| 2009 | Odgłosy robaków – zapiski mumii      | Peter Liechti                                         | Szwajcaria               | [ potrzebny przypis ] |
| 2010 | Para do życia                        | Joonas Berghäll i Mika Hotakainen                     | Finlandia                | [ potrzebny przypis ] |
| 2011 | Po zachodzie                         | Nikolaus Geyrhalter                                   | Austria                  | [ potrzebny przypis ] |
| 2012 | 5 rozbitych kamer                    | Emad Burnat i Guy Davidi                              | Palestyna                | [ potrzebny przypis ] |
| 2013 | Nie zapomnij mnie                    | David Sieveking                                       | Niemcy                   | [ potrzebny przypis ] |
| 2014 | Jesteśmy waszymi przyjaciółmi        | Hubert Sauper                                         | Austria                  | [ potrzebny przypis ] |
| 2015 | ex aequo: Nadejdą lepsze czasy       | Hanna Polak                                           | Polska                   | [ potrzebny przypis ] |
| 2015 | ex aequo Powyżej/poniżej             | Nicolas Steiner                                       | Szwajcaria               | [ potrzebny przypis ] |
| 2016 | Pod opieką wiecznego słońca          | Witalij Manski                                        | Rosja                    | [ potrzebny przypis ] |
| 2017 | Ostatni w Aleppo                     | Feras Fayyad                                          | Dania                    | [ potrzebny przypis ] |
| 2018 | Jutro albo pojutrze                  | Bing Liu                                              | Stany Zjednoczone        | [ potrzebny przypis ] |
| 2019 | Kraina miodu                         | Lubomir Stefanow, Tamara Kotewska                     | Macedonia Północna       | [ potrzebny przypis ] |
| 2020 | Ziemia jest niebieska jak pomarańcza | Iryna Ciłyk                                           | Ukraina                  | [ potrzebny przypis ] |
| 2021 | Przeżyć                              | Jonas Poher Rasmussen                                 | Dania                    | [ 15 ]                |
| 2022 | Lombard                              | Łukasz Kowalski                                       | Polska                   | [ 16 ]                |
| 2023 | Apolonia, Apolonia                   | Lea Glob                                              | Dania · Polska · Francja | [ 17 ]                |
| 2024 | Nie chcemy innej ziemi               | Basel Adra, Hamdan Ballal, Yuval Abraham, Rachel Szor | Palestyna · Norwegia     | [ 18 ] [ 19 ]         |

## Pozostałe konkursy
Millennium Docs Against Gravity był pierwszym w Polsce festiwalem, który zorganizował konkurs dla filmów o tematyce ekologicznej. Nagroda Green Warsaw Award jest wspierana przez M.st. Warszawę. Festiwal przyznaje także nagrodę filmową Amnesty International dla najlepszego filmu opowiadającego o prawach człowieka, a także Nagrodę Fiction/Non-Fiction dla filmów na pograniczu dokumentu i fabuły. 
Na festiwalu przyznawane są również nagrody lokalne, w tym m.in. Grand Prix Dolnego Śląska, Grand Prix Miasta Gdyni, Bydgoszcz ART/DOC Award, Grand Prix Silesia Film, Nagroda Wolności Ufundowana Przez Miasto Poznań oraz Nagrody Publiczności w poszczególnych miastach festiwalowych. 
Od 2020 roku festiwal organizuje również Konkurs Polski, w którym przyznawane są dwie nagrody – Nagroda dla Najlepszego Polskiego Filmu oraz Nagroda za Najlepszą Produkcję od studia post-produkcyjnego Smakjam.

## Goście festiwalu
Gośćmi festiwalu byli m.in. Werner Herzog, Michel Gondry, Siergiej Dworcewoj, Jorgen Leth, Raymond Depardon, Jane Goodall, Garri Kasparow, Roberto Minervini, Charlotte Rampling, Siergiej Łoźnica, Witalij Manski i Mads Brügger.